# 신데렐라 전략
신데렐라 전략은 동화 신데렐라에서 주인공 신데렐라가 12시 이전에 파티장에서 빠져나오듯이 실적에 대한 기대가 최고조가 되는 수준에 다다르기 이전에 시장에서 벗어나는 전략이다. 한편으로는, 파티의 흥이 최고조에 오른 9시 정도로 비유되는 시점에는 적극적으로 투자에 참여하여 파티를 즐겨야 한다는 것을 말하는 전략이기도 하다.